# Sydney Park
Pour les articles homonymes, voir Park.
Sydney Park est actrice américaine née le 31 octobre 1997, à Philadelphie, en Pennsylvanie.
Elle est principalement connue à la télévision. Elle a notamment joué dans Phénomène Raven (2006), Les Experts : Manhattan (2010-2013), L'Apprentie maman (2013-2015), The Walking Dead (depuis 2016) ainsi que Santa Clarita Diet (2019) et Pretty Little Liars: The Perfectionists (2019).

## Biographie

### Enfance et formation
Dès son plus jeune âge, elle commence sa carrière en tant que comédienne et impressionne les juges lors de sa participation à la célèbre Hollywood Improv Comedy Club alors qu'elle n'a que six ans.
Son père est coréen et sa mère est afro-américaine. Kelly Park, sa mère, est réalisatrice.

### Carrière
Elle est apparue dans plusieurs émissions télévisées comme America's Got Talent à l'âge de sept ans et a ensuite été invitée à s'inscrire à l'émission télévisée de Disney pour That's So Raven, ainsi qu'à The Tonight Show avec la série Encourage.

## Filmographie

### Cinéma

#### Longs métrages
- 2006 : Le Feu sur la glace 2, en route vers la gloire de Sean McNamara : Skateuse (vidéofilm)
- 2010 : Spork de J.B. Ghuman Jr. : Tootsie Rol
- 2016 : The Standoff de Ilyssa Goodman : Emerson
- 2017 : Wish Upon de John R. Leonetti : Meredith McNeil
- 2019 : Altar Rock de Andrzej Bartkowiak : Felicity
- 2021 : Moxie de Amy Poehler : Kiera
- 2021 : Killer Game (There's Someone inside Your House) de Patrick Brice  : Makani Young
- 2022 : First love de A.J. Edwards : Ann

#### Courts métrages
- 2008 : Strange Fruit de Columbus Short : Mei Park, jeune
- 2008 : My Genie de Dawn Carter et Alton Glass : Britney
- 2012 : Je t'aime de Cathy Kapanadze : Étudiante
- 2014 : Jingle Hit Factory de Ilana Cohn : Staci
- 2014 : Back-Up Beep Beep System de Ilana Cohn : Kelly
- 2015 : Fearleaders de Ian Pfaff : Victoria Vam Piré
- 2015 : Jingle Hit Factory: Detention de Ilana Cohn : Staci

### Télévision

#### Séries télévisées
- 2006 : Phénomène Raven : Sydney (saison 4, 3 épisodes)
- 2007 : Encourage : La scout (saison 3, épisode 16)
- 2008 : The Sarah Silverman Program. : Stella (saison 2, épisode 11)
- 2008 : Hannah Montana : Kelsey DiAria (saison 3, épisode 2)
- 2009 : La Nouvelle Vie de Gary : Mikhela (saison 2, épisode 10)
- 2010 : Sons of Tucson : Vanessa (saison 1, épisode 9)
- 2010 - 2013 : Les Experts : Manhattan : Ellie Danville (saison 7, épisodes 6, 18 et saison 9, épisodes 13, 16)
- 2012 :  Over And Out : Kim Barker (pilote non retenu par CBS Television Studios)
- 2013 - 2014 : AwesomenessTV : divers rôles (15 épisodes)
- 2013 - 2015 : L'Apprentie Maman : Gabby Phillips (rôle principal - 65 épisodes)
- 2014 : Les Thunderman : Cassandra (saison 2, épisode 7)
- 2015 : Bella et les Bulldogs : Mia (saison 1, épisode 16)
- 2015 : Nicky, Ricky, Dicky et Dawn : Randee (saison 2, épisode 6)
- depuis 2016 : The Walking Dead : Cyndie
- 2017 : Lifeline : Norah Hazelton (rôle principal - 8 épisodes)
- 2017 - présent : Spirit : Au galop en toute liberté : Prudence « Pru » Granger (rôle principal - voix)
- 2018 : Love Daily : Sam (saison 1, épisode 10)
- 2019 : Santa Clarita Diet : Winter (saison 3, 5 épisodes)
- 2019 : Pretty Little Liars: The Perfectionists : Caitlin Park-Lewis (rôle principal - 10 épisodes)
- 2022 : DMZ : Tenny

#### Téléfilms
- 2015 : Une croisière d'enfer de Michael Grossman : Piper Jensen-Bauer
- 2015 : Nickelodeon's Ho Ho Holiday Special de Jonathan Judge : Rachel Snow

## Voix francophones
En France, Camille Donda est la voix régulière de Sydney Park, la doublant dans la majorité de ses apparitions depuis Phénomène Raven. Ainsi, elle la retrouve dans The Walking Dead, I Wish : Faites un vœu, Pretty Little Liars: The Perfectionists et Killer Game. À titre exceptionnel, elle est doublée par Charlotte Campana dans Santa Clarita Diet, Laëtitia Laburthe-Tolra dans DMZ et Élise Vigné dans Will Trent.